# Hypoponera villiersi
Hypoponera villiersi är en myrart som först beskrevs av Bernard 1953.  Hypoponera villiersi ingår i släktet Hypoponera och familjen myror. Inga underarter finns listade i Catalogue of Life.